# Virus dell'epatite B
Il virus dell'epatite B (HBV: Hepatitis B virus) è un membro della famiglia Hepadnaviridae e del genere Orthohepadnavirus, di cui è la specie tipo. Presenta un genoma a doppio filamento di DNA e utilizza intermedi di replicazione ad RNA ricorrendo alla trascrittasi inversa, fa perciò parte dei virus del gruppo VII della classificazione di Baltimore. È l'agente eziologico dell'epatite virale B.

## Struttura
Il virione è costituito da un involucro lipidico esterno e un capside icosaedrico composto da proteine. Il nucleocapside racchiude il genoma virale e una DNA polimerasi che ha anche attività di trascrittasi inversa. L'involucro esterno contiene proteine embedded che vengono coinvolte nel legame virale e nell'entrata nelle cellule sensibili. Il virus è uno dei più piccoli virus animali rivestiti, con un diametro del virione di 42 nm. Possono trovarsi forme pleomorfiche filamentose e sferiche prive di nucleo. Queste particelle non sono infettive e sono composte da lipidi e da proteine che formano parte della superficie del virione, che vengono chiamate antigeni di superficie (HBsAg) e che vengono prodotte in eccesso durante il ciclo di vita del virus.

## Genoma
Il genoma di HBV è costituito da DNA circolare, ma risulta insolito in quanto il DNA non è completamente a doppio filamento. Ad un capo del filo è legata la DNA polimerasi virale. Il genoma è costituito da 3020-3320 bp (per il filamento a lunghezza completa) e 1700-2800 bp (per il filamento più corto). Ci sono quattro geni conosciuti codificati dal suo genoma, chiamati: C, X, P e S. La proteina core è codificata dal gene C (HBcAg). HBeAg è prodotto dalla maturazione proteolitica della proteina pre-core. La DNA polimerasi è codificata dal gene P. Il gene S è il gene che codifica per l'antigene di superficie (HBsAg). La funzione della proteina codificata dal gene X non è pienamente compresa, ma è associata con lo sviluppo del cancro al fegato. Stimola, infatti, i geni che promuovono la crescita cellulare e inattiva le molecole che la regolano.

## Replicazione

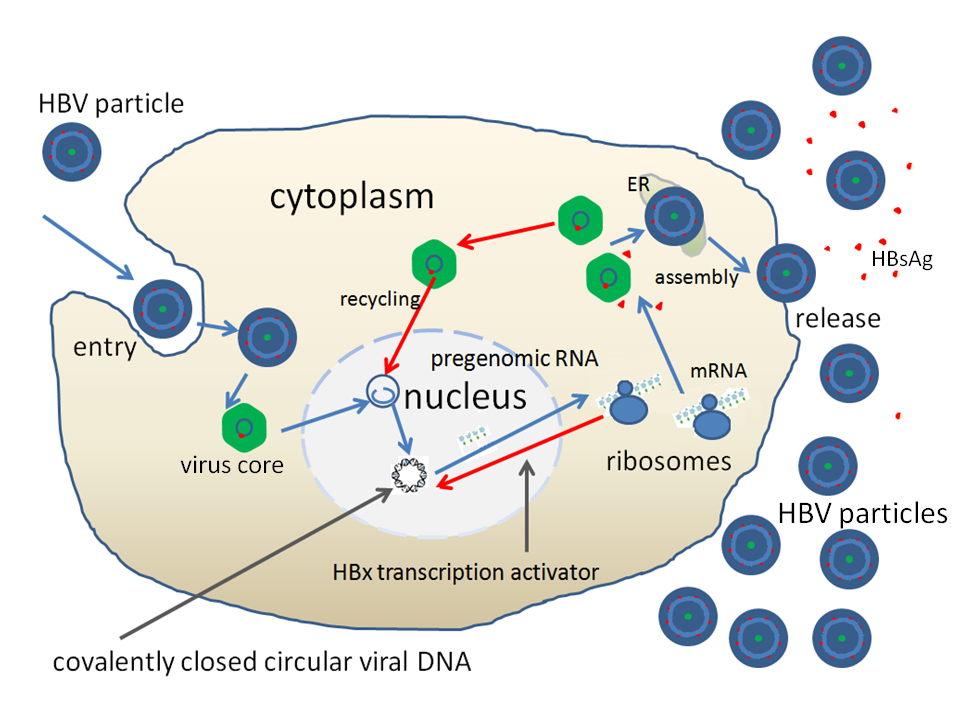
Replicazione del virus dell'epatite B.

Il ciclo di vita del virus dell'epatite B è complesso. L'hepatitis B virus è uno dei pochi virus a DNA conosciuti che utilizzano la trascrizione inversa come una parte del proprio processo di replicazione. L'ingresso del virus nella cellula avviene tramite il legame alla sieroalbumina umana polimerizzata sulla superficie della cellula e successiva endocitosi. Poiché il virus si moltiplica attraverso l'RNA grazie ad un enzima dell'ospite, il DNA genomico virale deve essere trasferito al nucleo della cellula ospite da proteine chiamate accompagnatrici. Il DNA virale a doppia elica parziale viene poi realizzato interamente a doppio filamento e trasformato in DNA covalente chiuso circolare (cccDNA) che serve come stampo per la trascrizione di quattro mRNA virali. Il più grande mRNA, (che è più lungo del genoma virale), è usato per fare le nuove copie del genoma attraverso la trascrizione inversa. Questi quattro trascritti virali vengono sottoposti a ulteriori elaborazioni e vanno a formare nuovi virioni che vengono rilasciati dalla cellula per esocitosi.

## Sierotipi e genotipi
Il virus è suddiviso in quattro principali sierotipi (adr, ADW, Ayr, ayw) sulla base di epitopi antigenici che si presentano sulla superficie e in otto genotipi in base alla variazione complessiva della sequenza nucleotidica del genoma. I genotipi hanno una distribuzione geografica distinta e sono utilizzati nel tracciare l'evoluzione e la trasmissione del virus. Differenze tra genotipi influenzano la gravità della malattia, il decorso clinico, la probabilità di complicazioni e la risposta alla vaccinazione e al trattamento.
I genotipi differiscono di almeno l'8% della loro sequenza e sono stati segnalati a partire dal 1988 quando ne furono descritti inizialmente sei (A-F). Altri due tipi sono stati descritti successivamente (G-H). La maggior parte dei genotipi è ora suddivisa in sub-genotipi con proprietà distinte

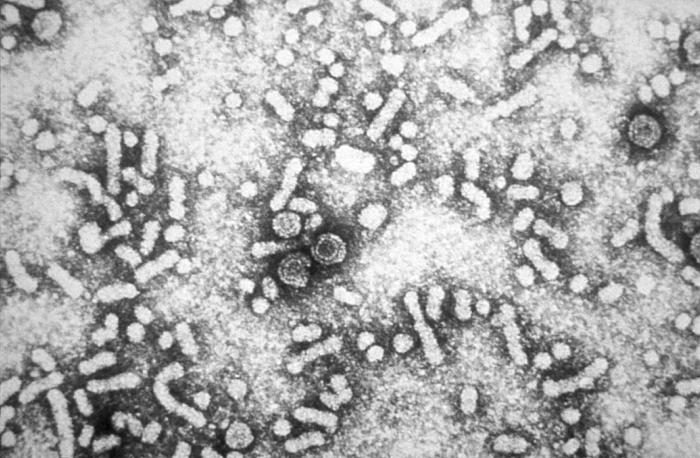
Immagine di virus dell'epatite B ottenuta tramite un microscopio elettronico a trasmissione.

Il genotipo A è più comunemente riscontrato nelle Americhe, in Africa, India ed Europa occidentale. Il genotipo B è più frequente in Asia e negli Stati Uniti. Il genotipo B1 domina in Giappone, il B2 in Cina e Vietnam, mentre il B3 è limitato all'Indonesia. Il B4 è prevalentemente presente in Vietnam. Il B5 è più comune nelle Filippine, mentre il genotipo C in Asia e negli Stati Uniti. Il sub-genotipo C1 è comune in Giappone, Corea e Cina. Il C2 è comune in Cina, Sud-Est asiatico e in Bangladesh, il C3 in Oceania, il C4 tra gli aborigeni australiani. Il genotipo D è più comunemente riscontrato nel Sud Europa, in India e negli Stati Uniti ed è stato suddiviso in otto sottotipi (D1-D8). In Turchia genotipo D è il tipo più comune.
Il genotipo E è più frequente in Occidente e Africa meridionale. Il tipo F si trova in Centro e Sudamerica ed è stato diviso in due sottogruppi (F1 e F2). Il genotipo G ha un inserimento di 36 nucleotidi nel gene core e si trova in Francia e negli Stati Uniti. Il tipo H è caratteristico dell'America centrale e meridionale e della California. L'Africa presenta cinque genotipi (A-E). Di questi i genotipi predominanti sono in Kenya il tipo A, B e D in Egitto, D in Tunisia, A e D in Sudafrica ed E in Nigeria. Il genotipo H si è probabilmente scorporato dal genotipo F all'interno del Nuovo Mondo.

## Patologia
Il virus è l'agente eziologico dell'epatite virale B, che colpisce il fegato degli Hominoidea, compreso l'uomo, provocando l'infiammazione nota come epatite.

### Trasmissione del virus
La trasmissione del virus dell'epatite B avviene tramite esposizione a sangue infetto o a fluidi corporei come sperma e secrezioni vaginali. Nel mondo, il numero di portatori cronici del virus ammonta a circa 350 milioni di persone. Il virus dell'epatite B può essere trasmesso, anche se più difficilmente, attraverso la condivisione di posate o bicchieri, l'allattamento, baci, abbracci, tosse o starnuti. Il virus è comunque in grado di sopravvivere fino a 7 giorni nell'ambiente.

### Vaccinazione
Per la prevenzione dell'infezione è disponibile il vaccino dell'epatite B, una sospensione sterile contenente particelle dell'antigene di superficie del virus (HBsAg), che registra un'efficacia preventiva nel 95% dei casi per l'infezione e le sue conseguenze croniche (si calcola un numero di vittime pari a 600.000 persone all'anno). Il vaccino è stato il primo a essere sviluppato come forma di prevenzione contro gravi tumori.
Visti i possibili rischi di conseguenze croniche da infezione precoce (l'80-90% dei casi di infezione avviene di infezione nel primo anno di età), la posizione ufficiale dell'Organizzazione Mondiale della Sanità è che tutti i neonati dovrebbero ricevere la loro prima dose di vaccino entro le prime 24 ore dalla nascita.
Il vaccino antiepatite B è considerato particolarmente sicuro; gli effetti collaterali sono, come per gli altri vaccini, rari e molto blandi (arrossamento della pelle nel punto dell'iniezione, febbre leggera di breve durata); nonostante numerosi studi a lungo termine, non è mai emersa evidenza di gravi eventi avversi che siano connessi in modo causale alla vaccinazione.